# 寶石草䲁
寶石草䲁（學名：Clinus agilis），為輻鰭魚綱䲁形目胎䲁科草䲁屬的一個種，分布於東南大西洋納米比亞呂德里茨灣至南非阿爾弗雷德港海域，本魚身體適度細長且略微扁平，背部輪廓從吻部到前背棘基部呈些微彎曲，前鰓蓋骨後緣上方略為隆起，嘴前部狹窄，但鰓開口處寬，口裂呈斜狀，嘴唇較厚，頜骨略等長，每個顎骨上都有一排寬的牙齒，外排牙齒較大，眼睛上方突出的觸手由扁平的柄組成，柄的尖端分成幾條短而簡單的分支，前鼻孔上的觸鬚長、窄、尖。背鰭較低，前三根背棘未隆起形成脊，但間距較大，第三、四根鰭刺之間的鰭膜上有一個凹口，深度不一，背棘末端有3-4個觸鬚簇，長度約佔鰭長度的一半，尾柄短，成魚呈深灰色、棕色或灰綠色斑駁，有七、八個不規則的深紅色和綠色條紋，有時傾斜延伸到背部基部，尾部基部有一窄黑帶，頸背有一塊黑斑，頭部有斑點，臀鰭、胸鰭、尾鰭有暗斑，背部斑點較少，尾鰭基部附近有一條彎曲的暗線，鰭呈深色，有不規則的條紋，連接背部軟射線的膜上有一個特徵性的半透明區域，腹部呈銀白色至灰色，有時身體上會出現一些白色斑點，頭部呈不規則的花邊狀，與身體顏色一致，或為純深灰色，肩部通常有一個邊緣淺色的深色眼狀斑點，背鰭硬棘32-38枚、背鰭軟條2-4枚、臀鰭硬棘2枚、臀鰭軟條20-25枚，體長可達13公分，棲息在潮間帶潮池或河口，雌魚產附著性卵，雄魚會守護卵，幼魚為浮游性，生活習性不明。